# Carlos Discua
Carlos Israel „Chino” Discua Castellanos (ur. 20 września 1984 w Tegucigalpie) – honduraski piłkarz występujący na pozycji ofensywnego pomocnika, reprezentant Hondurasu.
Jego bratanek Oscar Discua również jest piłkarzem.